# Aaron Bernstein

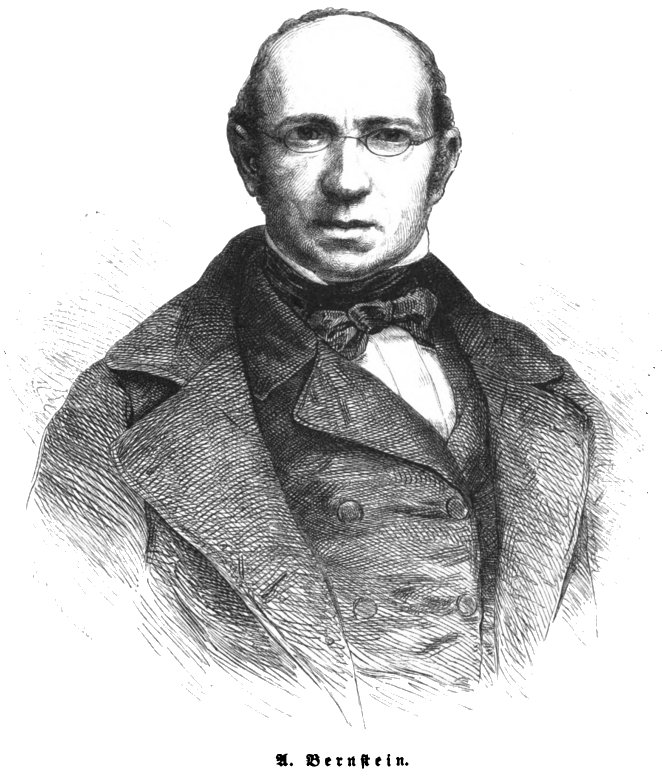
Aaron David Bernstein in der Zeitschrift Die Gartenlaube – Illustrirtes Familienblatt von 1861

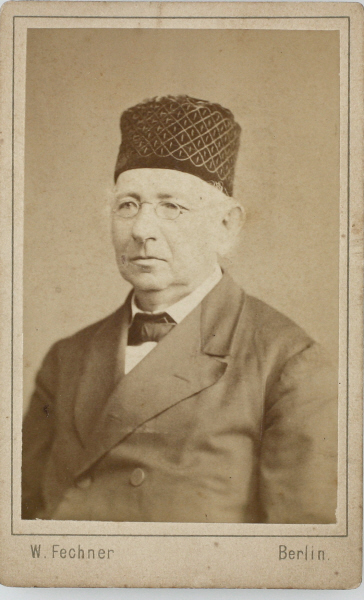
Aron Bernstein um 1883. Fotografie von Wilhelm Fechner

Aaron David Bernstein, Pseudonym A. Rebenstein (geboren am 6. April 1812 in Danzig; gestorben am 12. Februar 1884 in Berlin) war ein deutscher Schriftsteller und ein Mitbegründer der Jüdischen Reformgemeinde in Berlin.

## Leben
Aaron Bernstein wuchs in Danzig als Sohn eines Rabbiners auf und erhielt eine gründliche jüdische religiöse Erziehung, jedoch keinerlei weltliche Ausbildung. Als 20-Jähriger reiste er nach Berlin, wo er als Autodidakt die deutsche Sprache sowie Literatur und naturwissenschaftliche Fächer erlernte. Während einiger Jahre verdiente er sich seinen Lebensunterhalt als Verkäufer von antiquarischen Büchern. Seine literarische Karriere begann er 1834 mit der Veröffentlichung einer kommentierten Übersetzung des biblischen Hoheliedes.
1848 kämpfte er während der Märzrevolution für demokratische Ideale. 1849, als der revolutionäre Elan abgeklungen war, gründete er die Urwähler-Zeitung, in der er unter dem Pseudonym A. Rebenstein gemäßigte politische Reformen forderte. Dies brachte ihn in Konflikt mit den Behörden, welche die Zeitung im Frühjahr 1853 einstellen ließen und Bernstein zu vier Monaten Gefängnis verurteilten. Bei der als Nachfolgerin von Franz Duncker gegründeten Volks-Zeitung wirkte er als Leitartikler mit, in ihr erschienen seine politischen und populärwissenschaftlichen Beiträge über 30 Jahre lang. Er war Mitbegründer der Jüdischen Reformgemeinde in Berlin und Redakteur der monatlich herausgegebenen Reform-Zeitung. 1860 veröffentlichte er die Novellen „Vögele der Maggid“ und „Mendel Gibbor“, die das jüdische Volksleben in den deutschen Kleinstädten sentimental verklären und auf diesem Gebiet eine Neuheit darstellten. Sie wurden 1934 und 1935 neu herausgegeben und in mehrere Sprachen übersetzt. Am 27. März 1861 trat Bernstein der Gesellschaft der Freunde bei.
Sein Hauptinteresse lag jedoch auf naturwissenschaftlichem Gebiet. Seine Naturwissenschaftlichen Volksbücher wurden 1855–1856 in 21 Bänden publiziert, später wiederholt aufgelegt und gelangten zu großer Popularität. Sie gelten u. a. auch als wichtiger Einfluss auf die intellektuelle Entwicklung des jungen Albert Einstein. Bereits in der ersten Ausgabe von 1855 stellte Bernstein Betrachtungen über Raum, Zeit und Lichtgeschwindigkeit vor, die „ein unbekannter scharfsichtiger Denker“ in der anonymen Schrift Die Gestirne und die Weltgeschichte. Gedanken über Raum, Zeit und Ewigkeit angestellt habe. Erst die Ausgabe dieser Schrift von 1874 nannte den Autor Felix Eberty. Für die Neuauflage von 1923 schrieb Einstein ein Geleitwort. Bernstein selbst war angewandter Naturwissenschaftler und führte zahlreiche Experimente auf den Gebieten der Telegraphie und Photographie durch. Gemeinsam mit Chajim Slonimski hatte er die Mehrfachtelegraphie erfunden, die Preußische Post kaufte das Verfahren, das durch William Thomson 1856 verbessert wurde.
In einer Charakteristik Bernsteins durch Isidor Kastan heißt es:
„Bernstein war keineswegs ein Radikaler nach der landläufigen Auffassung; aber er war ein überzeugter und unerschrockener Verfechter demokratischer Grundsätze. Eigentümlich war ihm bei aller Schärfe in der journalistischen Bekämpfung des Gegners ein gewisses Phlegma, eine ironische Ruhe. Er lächelte selbst bei den bittersten Auseinandersetzungen mit dem Gegner, den er dadurch häufig zu verhängnisvollen Unvorsichtigkeiten reizte. Hatte er seinen Gegner erst in diese Stimmung gebracht, dann zerzauste er ihn erbarmungslos und ließ ihn dabei die ganze ätzende Schärfe seines Spottes fühlen, ohne jedoch jemals die literarischen Verkehrsformen zu verletzen. Er besaß einen natürlichen untrüglichen Geschmack und einen tüchtigen Zusatz von Humor, mit dem er dem Widerpart zu begegnen und ihn zu entwaffnen wußte.“
Einer seiner Söhne war der Physiologe Julius Bernstein. Der Sozialdemokrat Eduard Bernstein war sein Neffe.
Aaron Bernstein starb 1874 im Alter von 71 Jahren in Berlin. Beigesetzt wurde er auf dem Jüdischen Friedhof Schönhauser Allee. Das Grab ist nicht erhalten.
Im Zuge der Umbaumaßnahmen am Kunsthaus Tacheles wurde im neugeschaffenen Stadtquartier ein Platz nach Aaron Bernstein benannt.

## Werke
- Zahlen frappiren! oder die preussische Finanzverwaltung. Berlin 1843.
- Revolutions- und Reaktionsgeschichte Preußens und Deutschlands von den Märztagen bis zur neuesten Zeit. Verlag der E. Wortmann'schen Buchhandlung, Berlin 1883–1884, 3 Bände.
- Vögele der Maggid. Mendel Gibbor. Zwei Novellen. 1860, 7. Aufl. Freund & Jeckel, Berlin 1892.
- Ursprung der Sagen von Abraham, Isaak und Jakob. Kritische Untersuchung. Verlag von Franz Duncker, Berlin 1871.
- Naturkraft und Geisteswalten. 1874, 2. Aufl. 1884.
- Natur und Kultur, Betrachtungen. Leipzig 1879.
- Naturwissenschaftliche Volksbücher. 5. Aufl. von Potonié und Hennig, Berlin 1897–1899, 21 Teile.